# Nabot
Nabot (hebräisch נָבוֹת) war eine Person im Alten Testament, die gemäß der biblischen Erzählung einen von König Ahab begehrten Weinberg in Jesreel besaß und deswegen umgebracht wurde.

## Namensbedeutung
Die Bedeutung des Namens Nabot ist unsicher. In den einschlägigen Wörterbüchern werden die möglichen Bedeutungen Sprössling oder Vornehmer erwogen.

## Geschichte

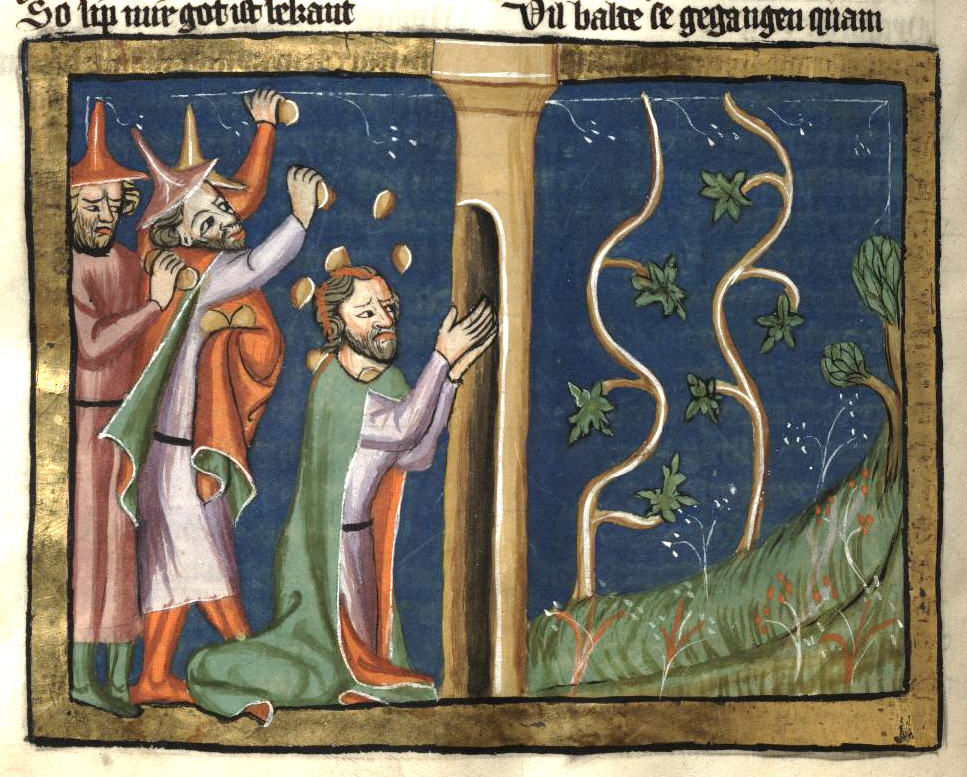
Nabots Steinigung vor dem Weinberg, aus einer Handschrift der Weltchronik des Rudolf von Ems, 14. Jahrhundert

Nabot war Israelit und Besitzer eines Weinbergs, der an den Besitz von Ahab, dem König von Israel, angrenzte. Ahab wünschte diesen Weinberg zu kaufen oder ihn gegen einen anderen einzutauschen. Aber Nabot weigerte sich, das Erbe seiner Väter zu verkaufen, gemäß dem Gesetz bei Lev 25,23 . Isebel, Ahabs Frau, bemerkte den Ärger ihres Mannes über diese Weigerung und schrieb an die Ältesten und an die Edlen der Stadt, in der Nabot lebte, dass sie ein Fasten ausrufen und beim Festmahl Nabot auf einen bedeutenden Platz setzen sollen. Ihm sollten zwei nichtsnutzige Männer gegenübergesetzt werden, die ihn der Lästerung Gottes und des Königs beschuldigen und ihn dann zu Tode steinigen sollten. Die Ältesten und Edlen führten die Anweisungen aus und schickten Isebel anschließend Nachricht, dass sie Nabot wegen der falschen Aussagen gesteinigt hätten. Isebel berichtete dies nun ihrem Mann und er ging aus, um den Weinberg in Besitz zu nehmen; aber Gott sandte den Propheten Elija zu ihm, um ihm sein Schicksal und das von Isebel anzukündigen.
Gott kündigte Ahab an, dass er sich für diese verwerfliche Tat an ihm und seinen Söhnen rächen werde. Wie es schon mit dem Haus Jerobeams und dem Haus Baschas geschehen sei, so sollen auch sein Haus ausgerottet werden, nicht einmal geordnete Begräbnisse sollen seiner Familie gewährt werden (1 Kön 21,1–29 ). Weil aber Ahab selbst auf die Warnung des Herrn hin Buße tat, kündigte Gott an, die Drohung erst an seinen Söhnen wahr zu machen. Die Prophezeiung ist an Joram, Ahabs Sohn, in Erfüllung gegangen (2 Kön 9,24 ).